# Натрийурез
 Натрийурез  — процесс экскреции натрия с мочой путём воздействия на почки. Натрийурез способствует ускорению вывода  из организма  желудочковых и предсердных натрийуретических пептидов, а также кальцитонина, и ингибируется (для сохранения натрия) химическими веществами, такими как альдостерон. Натрийурез снижает концентрацию натрия в крови, а также тенденцию к снижению объема циркулирующей крови, потому что осмотические силы выводят воду, содержащую натрий, из организма в цикле кровообращения и в моче. Многие мочегонные препараты пользуются этим механизмом для лечения заболеваний, как гипернатриемия и гипертония.
Эксцесс натрийуреза может быть вызван такими факторами, как:
- Мозговая кистозная болезнь[англ.]
- Синдром Барттера
- Мочегонные фаза острого тубулярного некроза[англ.]
- Некоторые диуретики
- Основные почечные заболевания
- Врождённая гиперплазия коры надпочечников
- Синдром неадекватной гиперсекреции антидиуретического гормона